# Oldřich Nejedlý
Oldřich Nejedlý (Žebrák, Bohèmia, Àustria–Hongria, 26 de desembre, 1909 - Rakovník, Txecoslovàquia, 11 de juny, 1990) fou un futbolista txecoslovac dels anys 30 que jugava a la posició de davanter.
Amb la selecció de futbol de Txecoslovàquia participà en dues Copes del Món, la Copa del Món de 1934 (on la selecció acabà segona) i la de 1938. A l'edició de 1934, Nejedlý en fou màxim golejador amb cinc gols (oficialment reconegut per la FIFA el novembre de 2006, ja que algunes fonts s'hi donaven quatre, empatat amb Angelo Schiavio d'Itàlia i Edmund Conen d'Alemanya. També va marcar dos gols a l'edició de 1938.
Pel que fa a clubs, va jugar a l'AC Sparta Praha, per qui va marcar 162 gols a la lliga. Amb Txecoslovàquia marcà 29 gols.
Va morir el 1990 als 80 anys.